# Вира
Ви́ра (или вина) — окуп, денежная пеня за убийство свободного человека или за увечье в пользу князя, древнерусская мера наказания, выражавшаяся во взыскании с виновника денежного возмещения (денежный штраф).
Также вирой именовалось денежное возмещение за другие преступления. Один из институтов русского права. Величина виры зависела от знатности и общественной значимости убитого. Упоминается в Русской Правде. В Древней Руси уплачивалась князю. Постепенно вытесняла обычай кровной мести. Наиболее распространённый размер виры — 40 гривен. Это был очень большой штраф, за сумму которого можно было купить 20 коров или 200 баранов. Рядовой общинник, который присуждался к уплате виры, попадал в тяжёлое положение. Выходом для таких людей был институт дикой виры. Сборщик виры — ви́рник.

## Этимология
Термин этот известен только древнерусскому языку, у древних славян соответствующее понятие передавалось словом вражьда. В конце XIX столетия происхождение слова «вира» вызывало крайние споры, одни (С. С. Татищев, А. И. Томсон) считают его финским словом. И. И. Срезневский, указывая на то, что слово это часто пишется через ять, ссылается на хорватское vira (вольная оценка) и отстаивает славянское происхождение этого слова. А. А. Куник сближал его с литовским vyras (муж), А. Л. Погодин и Ф. Миклошич видели в нём искажение немецкого Wergeid.
Слово «вира» близко по смыслу и звучанию германскому слову «вергельд» («Weregild», «wergild», «wergeld», «weregeld» и тому подобное), означающему «плата (за убитого) мужа». Здесь древнегерманское «вер» означает «муж» и сохраняет даже внешнее сходство с латинским словом «vir», литовским «vyras», санскритским «viiras» и латышским «vīrs» (все обладают тем же значением). На славянской почве слово «вира» могло появиться путём прямого наследования из праиндоевропейского языка, или путём заимствования от варягов.

## Дикая вира
Дикая (вира за найденного убитого), или повальная вира — особый вид наказания за убийство во времена Киевской Руси. Если убийца не найден её платила община, или вервь. Наказание применялось при простом (не разбойном) убийстве и состояло в уплате всей общиной штрафа (виры) за своего члена, которого община не выдавала. Наказание выполняло также полицейские функции, связывая членов общины круговой порукой.

## Схожие явления у других народов
Понятие денежной, а не кровопролитной, кары за убийство было знакомо и иным древнеевропейским народам. У древних германцев уплата денег за убийство называлась «вергельдом». Имели схожий обычай и кельты: у древних ирландцев встречается понятие «эрик», или «эрикфине» (e(i)ricfine), у валлийцев — «галанас» (galanas). Схожий обычай был и у поляков, назывался «гловщина». В исламском праве существует сходное понятие дийя, хотя дийя может быть отвергнута родственниками убитого ради права на решение вопроса в судебном порядке.